# T. J. Helmerich
Todd Joseph Helmerich, mais conhecido por T. J. Helmerich é um engenheiro de som e músico estadunidense.
Helmerich é conhecido por desenvolver um estilo único de tocar guitarra - legato tapping com 8 dedos - uma técnica que ensinou ao jovem Joel Hoekstra. Ele produziu/criou mais de 110 lançamentos, trabalhando com alguns dos maiores nomes da indústria da música. Ele tocou / excursionou com Dweezil Zappa, Planet X (banda), Autograph (banda americana), Paul Gilbert, Eddie Jobson e outros. Ele tem sido destaque em revistas populares de guitarra nacional/internacionalmente em anúncios, artigos, críticas e aulas. Formou o duo "Garsed/Helmerich", juntamente com o guitarrista australiano Brett Garsed. "Garsed/Helmerich" ajudou a definir a direção da música de guitarra instrumental ao longo dos anos 1990 e estabelecer o gênero hoje conhecido como rock fusion.
Helmerich reside em North Hollywood, Califórnia. Ele ministra cursos de guitarra e engenharia de áudio no Musicians Institute em Hollywood, Califórnia, onde criou o programa "Recording Institute of Audio Engineering" (RIT). Ele ocupou o cargo de diretor no RIT por 10 anos e lecionou na faculdade por mais de 20. Ele pode ser pego se apresentando regularmente com uma formação de "estrelas" no mundialmente famoso clube The Baked Potato.

## Discografia
"Garsed/Helmerich" (com Brett Garsed)
- 1992 - Quid Pro Quo (1992)
- 1994 - Exempt[6]
- 1999 - Under the Lash of Gravity[7]
- 2001 - Uncle Moe's Space Ranch[8]
- 2007 - Moe's Town[9]

Demais trabalhos
Helmerich gravou guitarra ou vocais nos seguintes lançamentos:
- When Four Become One- (Vinyl 1985) Premonition
- Chicago's Class of 87'- (Vinyl 1987) Premonition
- Dog Party Scott Henderson
- Buzz Autograph (American band)
- Guitar on the Edge (Volumes 1-3) - Legato Records
- On the Brink - Monica Mancillas
- Centrifugal Funk  - Legato Records
- Goovin' In Tongues Bobby Rock
- Guitarapalooza Vol. 1- Woo Music
- The Loner-Tribute to Jeff Beck- ESC Records
- Fearless - ZIV
- Serious Young Insects Virgil Donati
- Party with Yourself- Gnaposs
- Liquid Piece of Me- Sergio Buss
- Out of Body Bobby Rock
- Go with what you know Dweezil Zappa
- Outsider- Gnaposs
- This is Fusion Guitar Tone Center Records
- Return of the Son of... Dweezil Zappa